# Демет Йоздемир
Демет Йоздемир (на турски: Demet Özdemir) е турска актриса и модел, носител на множество награди за актьорско майсторство, рекламно лице на фирма Пантен от 2019 г.

## Биография
Демет Йоздемир е родена на 26 февруари 1992 г. в Измит. Има по-големи от нея брат и сестра. Баба ѝ, по майчина линия, е имигрантка от България.
След развода на родителите си, Демет, която тогава е само на 8 години, майка ѝ и сестра ѝ Дария се местят в Истанбул. Баба ѝ и брат ѝ заминават за Германия. Финансовото положение на семейството не е добро. Демет завършва вечерна гимназия с финансовата помощ на по-голямата си сестра. След това се записва на уроци по танци. Показва талант и е избрана да участва в танцовия състав на певицата Бенгу.
През периода 2011 – 2013 г. Демет изучава актьорско майсторство в Studio Players. За да плаща образованието си, участва в музикални видеоклипове към песните на Мустафа Сандал, а през 2012 г. е мажоретка към баскетболния отбор „Анадолу Ефес“.
Демет Йоздемир получава шанса да стане известно лице от екрана с рекламата на „Пегас“, в която участва през 2012 г. и през 2013 г. стартира актьорската си кариера.
През август 2022 г. Демет сключва брак с приятеля си, певеца Огузджан Коч, но двамата се развеждат 8 месеца по-късно.
През 2013 г. започват снимките на първия сериал, в който участва Демет Йоздемир, Sana Bir Sır Vereceğim. През следващата година тя играе Алия в историческия сериал „С Русия в сърцето“. През 2015 г. актрисата се снима в романтичната комедия „Ягодова любов“, където си партнира с Юсуф Чим. Там тя се превъплъщава в образа на Аслъ.
През 2016 г. започват снимките в сериала „Стая 309“, в който Демет си партнира с Фуркан Палалъ. Играе главната роля в комедийния сериал „Свободен дух“ в образа на мечтателката Санем.
Дълго време заема първото място в списъка с най-популярни актриси на ADBA TV.

## Филмография

### Филми
| Година | Заглавие              | Роля  |
| ------ | --------------------- | ----- |
| 2015   | Спазвай обещанието си | Демет |
| 2017   | С кого танцуваш       | Айсел |
| 2022   | Любовни тактики       | Аслъ  |
| 2023   | Любовни тактики 2     | Аслъ  |

### Телевизия (сериали)
| Година      | Заглавие                                                         | Роля        |
| ----------- | ---------------------------------------------------------------- | ----------- |
| 2013 – 2014 | Ще ти разкажа тайна (Sana Bir Sır Vereceğim)                     | Айлин       |
| 2014        | С Русия в сърцето (Kurt Seyit ve Şura)                           | Аля Боронез |
| 2015        | Ягодова любов (Çilek Kokusu)                                     | Аслъ Кочер  |
| 2016 – 2017 | Стая 309                                                         | Лале        |
| 2018 – 2019 | Свободен дух (Erkenci Kuş)                                       | Санем       |
| 2019 – 2021 | Домът, в който си роден, е твоята съдба (Doğduğun Ev Kaderindir) | Зейнеп      |
| 2020        | Червена стая                                                     | Зейнеп      |
| 2022        | Между света и мен (Dünyayla Benim Aramda)                        | Илкин       |
| 2023        | Казвам се Фарах (Adım Farah)                                     | Фара        |
| 2025        | Мечтата на Ешреф (Eşref Rüya) \|\| Нисан (Рюя)                   |             |